# Ed Bradley

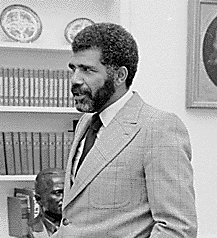
Ed Bradley (1978)

Edward R. "Ed" Bradley (ur. 22 czerwca 1941 w Filadelfii, zm. 9 listopada 2006 w Nowym Jorku) – amerykański dziennikarz, najlepiej znany z programu 60 Minutes na CBS.